# Kathy Griffin
Kathleen Mary Griffin (Oak Park, 4 november 1960) is een Amerikaans comédienne en actrice. Zij won voor haar realityserie Kathy Griffin: My Life on the D-List zowel in 2007 als 2008 een Emmy Award. Eerder speelde ze onder meer Vicki Groener in de komedieserie Suddenly Susan en Connie in The Unborn, haar filmdebuut uit 1991.
Griffin presenteerde vanaf 2007 tot 2016 samen met Anderson Cooper het oudejaarsavondprogramma op CNN en CNN International. Dit programma kreeg ieder jaar veel aandacht in de media vanwege haar gebruik van scheldwoorden. Haar programma werd beëindigd nadat ze in mei 2017 een fotoshoot deed waarbij zij een afgehakt hoofd vasthield dat op president Donald Trump leek.
Griffin was van 2001 tot 2006 met Matt Moline getrouwd.

## Televisieseries
*Exclusief eenmalige gastrollen
- Kathy Griffin: My Life on the D-List - als zichzelf (sinds 2005)
- Suddenly Susan - Vicki Groener (1996-2000, 92 afleveringen)
- Dilbert - Alice (1999-2000, vijftien afleveringen)
- Seinfeld - Sally Weaver (1996-1998, twee afleveringen)

- Biblioteca Nacional de España: XX4855434
- International Standard Name Identifier: 0000 0001 1507 246X
- Library of Congress Control Number: no2002105952
- MusicBrainz: 090d4dee-0248-4f09-987a-f9b78dd30e1f
- Nationale Bibliotheek van Israël: 987007413392505171
- Virtual International Authority File: 100950362
- WorldCat: E39PBJwxFxfYfB9Djq6PbwMdcP